# 18664 Rafaelta
18664 Rafaelta è un asteroide della fascia principale. Scoperto nel 1998, presenta un'orbita caratterizzata da un semiasse maggiore pari a 2,9762063 UA e da un'eccentricità di 0,1148027, inclinata di 1,10997° rispetto all'eclittica.